# UK Open 2014
De UK Open 2014, ook bekend onder de naam Coral UK Open vanwege de sponsor Coral, was de twaalfde editie van de UK Open. Spelers konden zich kwalificeren door middel van de verschillende kwalificatie heats die werden gehouden in Groot-Brittannië. Het toernooi werd gehouden van 7 tot 9 maart in Minehead, Butlins Resort. Het toernooi heeft "De FA Cup van het darts" als bijnaam, vanwege de willekeurige loting die na elke ronde plaatsvindt tot de finale. Phil Taylor, titelverdediger, werd in ronde 3 uitgeschakeld door Aden Kirk. Adrian Lewis versloeg in de finale Terry Jenkins met 11-1 en een gemiddelde van 109.13 wat een nieuw record is in de UK Open.

## Opzet en kwalificatie

### UK Open kwalificatie
Er waren zes kwalificatietoernooien die werden gehouden in februari 2014 om de UK Open Order of Merit ranking te bepalen. De winnaars van deze toernooien waren:
| No. | Datum                | Plaats                          | Winnaar            | Uitslag | Runner-up       | Bron  |
| --- | -------------------- | ------------------------------- | ------------------ | ------- | --------------- | ----- |
| 1   | Vrijdag 7 februari   | Robin Park Tennis Centre, Wigan | Andy Hamilton      | 6–2     | Adrian Lewis    | [ 1 ] |
| 2   | Zaterdag 8 februari  | Robin Park Tennis Centre, Wigan | Stephen Bunting    | 6–5     | Andrew Gilding  | [ 2 ] |
| 3   | Zondag 9 februari    | Robin Park Tennis Centre, Wigan | Phil Taylor        | 6–2     | Adrian Lewis    | [ 3 ] |
| 4   | Vrijdag 21 februari  | Robin Park Tennis Centre, Wigan | Brendan Dolan      | 6–1     | Jamie Lewis     | [ 4 ] |
| 5   | Zaterdag 22 februari | Robin Park Tennis Centre, Wigan | Gary Anderson      | 6–2     | Robert Thornton | [ 5 ] |
| 6   | Zondag 23 februari   | Robin Park Tennis Centre, Wigan | Michael van Gerwen | 6–0     | Michael Smith   | [ 6 ] |

### Top 32 van de Order of Merit
| 1–8 1. Michael van Gerwen 2. Andy Hamilton 3. Adrian Lewis 4. Gary Anderson 5. Phil Taylor 6. Stephen Bunting 7. Brendan Dolan 8. Kim Huybrechts | 9–16 1. Robert Thornton 2. Justin Pipe 3. Michael Smith 4. Andrew Gilding 5. Steve Beaton 6. Peter Wright 7. Dean Winstanley 8. Jamie Lewis | 17–24 1. Wes Newton 2. Vincent van der Voort 3. Mark Webster 4. Kevin Painter 5. Dave Chisnall 6. Simon Whitlock 7. Andy Smith 8. Terry Jenkins | 25–32 1. Mervyn King 2. Paul Nicholson 3. James Wade 4. Ronnie Baxter 5. Christian Kist 6. Mark Walsh 7. Richie Burnett 8. Nick Fullwell |

### Overige Order of Merit deelnemers
| 33–53 1. Steve Maish 2. Jelle Klaasen 3. Ian White 4. Keegan Brown 5. Ben Ward 6. David Pallett 7. Wayne Jones 8. Daryl Gurney 9. Dirk van Duijvenbode 10. Jamie Caven 11. Darren Webster 12. Steve West 13. John Part 14. Stuart Kellett 15. Gary Spedding 16. Mensur Suljović 17. Mark Barilli 18. Jason Hogg 19. Ronny Huybrechts 20. Nigel Heydon 21. Tony Newell | 54–74 1. Ross Smith 2. Steve Hine 3. Rocco Maes 4. John Henderson 5. Michael Barnard 6. Peter Hudson 7. Adrian Gray 8. Ian Lever 9. John Bowles 10. Josh Payne 11. Dave Weston 12. Adam Hunt 13. Raymond van Barneveld 14. Rowby-John Rodriguez 15. Karl Merchant 16. Jason Lovett 17. Joe Murnan 18. Dennis Smith 19. Johnny Haines 20. Antonio Alcinas 21. Alex Roy | 75–94 1. Mark Hylton 2. Mark Cox 3. William O'Connor 4. Steve Brown 5. Pete Dyos 6. Kevin Dowling 7. Mickey Mansell 8. James Hubbard 9. Mick Todd 10. Matthew Edgar 11. Arron Monk 12. Glenn Spearing 13. Alan Derrett 14. Aiden Kirk 15. Steve Douglas 16. Douglas Thompson 17. Jonathan Worsley 18. David Dodds 19. Ewan Hyslop 20. Kyle Anderson | 95–106 1. Matt Clark 2. Gerwyn Price 3. Jyhan Artut 4. Chris Aubrey 5. Shaun Narian 6. Kevin McDine 7. Conan Whitehead 8. Alan Tabern 9. Brian Woods 10. Nathan Derry 11. Benito van de Pas 12. Jeff Batham |

### Riley kwalificatie
32 amateurs hebben zich gekwalificeerd via de Riley kwalificatie's die werden gehouden in de UK.
| - Aaron Holdstock - Carl Green - Lionel Sams - Ian Jones - Alan Casey - Kevin Taylor - Shaun Lovett - Tony Broughton | - Chris Dobey - James Young - Andy Boulton - Tony Randell - Scott Bennett - Paul Whitworth - William Naylor - Adam Cousins | - Dean Reynolds - Chris Mackie - Graham Dando - Rhys Griffin - Michael Malone - Nigel Daniels - Simon Stevenson - Paul Hogan | - Martin Stead - Dean Stewart - Jim Hill - Sam Allen - Mick Baker - Jason Mold - Ben Burton - David O'Brien |

## Prijzengeld
Voor de twaalfde editie van de UK Open zal het totale prijzengeld £250.000 bedragen.
| Plaats        | Prijzengeld (Totaal: £250.000) |
| ------------- | ------------------------------ |
| Winnaar       | £50.000                        |
| Runner-up     | £25.000                        |
| Halvefinalist | £12.500                        |
| Kwartfinalist | £7.500                         |
| Laatste 16    | £5.000                         |
| Laatste 32    | £3.000                         |
| Laatste 64    | £1.000                         |

## Loting

### Vrijdag 7 maart (best of 9 legs)

#### Voorrondes
| Speler         | Uitslag | Speler          |  | Speler         | Uitslag | Speler          |
| -------------- | ------- | --------------- |  | -------------- | ------- | --------------- |
| Carl Green     | 3–5     | Lionel Sams     |  | Brian Woods    | 3–5     | Dean Stewart    |
| Paul Whitworth | 0–5     | Rhys Griffin    |  | Alan Tabern    | 1–5     | Tony Randall    |
| Martin Stead   | 5–3     | Alan Casey      |  | Kevin McDine   | 5–2     | Aaron Holdstock |
| Ian Jones      | 3–5     | Simon Stevenson |  | James Young    | 3–5     | David O'Brien   |
| Nathan Derry   | 5–2     | Jason Mold      |  | William Naylor | 4–5     | Sam Allen       |

#### Eerste ronde
| Speler                | Uitslag | Speler           |  | Speler        | Uitslag | Speler               |
| --------------------- | ------- | ---------------- |  | ------------- | ------- | -------------------- |
| Glenn Spearing        | 2–5     | Antonio Alcinas  |  | Kevin Taylor  | 1–5     | Arron Monk           |
| Raymond van Barneveld | 5–3     | Tony Broughton   |  | Kyle Anderson | 4–5     | Kevin McDine         |
| Dennis Smith          | 5–1     | Mark Hylton      |  | Ewan Hyslop   | 5–4     | Steve Brown          |
| Alan Derrett          | 5–2     | Jyhan Artut      |  | Ben Burton    | 4–5     | Mickey Mansell       |
| Steve Douglas         | 3–5     | Johnny Haines    |  | James Hubbard | 5–4     | Jeff Batham          |
| Joe Murnan            | 5–0     | Shaun Lovett     |  | Dean Reynolds | 4–5     | Martin Stead         |
| Conan Whitehead       | 4–5     | Aden Kirk        |  | Mark Cox      | 5–4     | Shaun Narain         |
| Lionel Sams           | 5–3     | Chris Aubrey     |  | Rhys Griffin  | 3–5     | Karl Merchant        |
| Adam Cousins          | 2–5     | Paul Hogan       |  | Pete Dyos     | 3–5     | William O'Connor     |
| Adam Hunt             | 5–3     | Michael Malone   |  | Dean Stewart  | 5–0     | Graham Dando         |
| Andy Boulton          | 5–2     | Jonathan Worsley |  | Matthew Edgar | 5–1     | Matt Clark           |
| Jason Lovett          | 3–5     | Simon Stevenson  |  | Tony Randall  | 5–1     | Rowby-John Rodriguez |
| Benito van de Pas     | 5–3     | Doug Thompson    |  | Jim Hill      | 1–5     | Alex Roy             |
| Sam Allen             | 5–3     | Chris Mackie     |  | Nathan Derry  | 4–5     | Gerwyn Price         |
| Nigel Daniels         | 5–3     | Scott Bennett    |  | Mick Baker    | 4–5     | Mick Todd            |
| Kevin Dowling         | 5–4     | Chris Dobey      |  | David Dodds   | 5–1     | David O'Brien        |

#### Tweede ronde
| Speler          | Uitslag | Speler               |  | Speler            | Uitslag | Speler                |
| --------------- | ------- | -------------------- |  | ----------------- | ------- | --------------------- |
| John Henderson  | 1–5     | Jelle Klaasen        |  | Keegan Brown      | 3–5     | Mensur Suljović       |
| Ian White       | 5–4     | Daryl Gurney         |  | Paul Hogan        | 5–0     | John Part             |
| Steve Maish     | 5–0     | Ben Ward             |  | Ronny Huybrechts  | 5–0     | Adrian Gray           |
| Jason Hogg      | 5–4     | Wayne Jones          |  | Martin Stead      | 2–5     | Raymond van Barneveld |
| Garry Spedding  | 2–5     | David Pallett        |  | Dennis Smith      | 2–5     | Peter Hudson          |
| Ewan Hyslop     | 2–5     | Kevin McDine         |  | Alex Roy          | 5–4     | Tony Newell           |
| John Bowles     | 1–5     | Dirk van Duijvenbode |  | Rocco Maes        | 5–2     | Nigel Daniels         |
| Alan Derrett    | 3–5     | Adam Hunt            |  | Sam Allen         | 3–5     | Ross Smith            |
| Andy Boulton    | 5–4     | Josh Payne           |  | James Hubbard     | 5–3     | Steve Hine            |
| Arron Monk      | 4–5     | Karl Merchant        |  | Benito van de Pas | 5–3     | David Dodds           |
| Nigel Heydon    | 5–4     | Johnny Haines        |  | Dave Weston       | 3–5     | Mick Todd             |
| Antonio Alcinas | 5–3     | Matthew Edgar        |  | Lionel Sams       | 4–5     | Joe Murnan            |
| Michael Barnard | 1–5     | Stuart Kellett       |  | Tony Randall      | 5–4     | Steve West            |
| Jamie Caven     | 3–5     | Kevin Dowling        |  | Mickey Mansell    | 5–2     | Dean Stewart          |
| Mark Cox        | 1–5     | Darren Webster       |  | Ian Lever         | 3–5     | William O'Connor      |
| Aden Kirk       | 5–2     | Gerwyn Price         |  | Simon Stevenson   | 5–3     | Mark Barilli          |

#### Derde ronde
| Speler                | Uitslag | Speler                |  | Speler               | Uitslag | Speler           |
| --------------------- | ------- | --------------------- |  | -------------------- | ------- | ---------------- |
| Peter Wright          | 9–8     | Michael Smith         |  | Ronnie Baxter        | 5–9     | Adrian Lewis     |
| Aden Kirk             | 9–7     | Phil Taylor           |  | Michael van Gerwen   | 9–1     | James Hubbard    |
| Justin Pipe           | 7–9     | Dave Chisnall         |  | Kevin Painter        | 9–5     | Richie Burnett   |
| Raymond van Barneveld | 9–3     | Mick Todd             |  | James Wade           | 9–1     | Mickey Mansell   |
| Steve Beaton          | 6–9     | Brendan Dolan         |  | Adam Hunt            | 5–9     | Paul Nicholson   |
| Terry Jenkins         | 9–4     | Stuart Kellett        |  | Kevin Dowling        | 8–9     | Stephen Bunting  |
| Mark Webster          | 9–5     | Mark Walsh            |  | Kevin McDine         | 8–9     | David Pallett    |
| Andy Smith            | 3–9     | Gary Anderson         |  | Steve Maish          | 1–9     | Nigel Heydon     |
| Ronny Huybrechts      | 9–6     | Simon Whitlock        |  | Jamie Lewis          | 9–8     | William O'Connor |
| Robert Thornton       | 9–3     | Jason Hogg            |  | Mensur Suljović      | 9–3     | Tony Randall     |
| Paul Hogan            | 9–3     | Benito van de Pas     |  | Christian Kist       | 9–2     | Antonio Alcinas  |
| Wes Newton            | W/O     | Andrew Gilding        |  | Dirk van Duijvenbode | 8–9     | Joe Murnan       |
| Kim Huybrechts        | 9–5     | Ross Smith            |  | Peter Hudson         | 8–9     | Ian White        |
| Andy Boulton          | 2–9     | Dean Winstanley       |  | Nick Fullwell        | 1–9     | Alex Roy         |
| Darren Webster        | 6–9     | Vincent van der Voort |  | Rocco Maes           | 6–9     | Simon Stevenson  |
| Karl Merchant         | 4–9     | Mervyn King           |  | Andy Hamilton        | 9–8     | Jelle Klaasen    |

### Zaterdag 8 maart

#### Laatste 32 (best of 17 legs)
| Speler                      | Uitslag | Speler                  |  | Speler                        | Uitslag | Speler                  |
| --------------------------- | ------- | ----------------------- |  | ----------------------------- | ------- | ----------------------- |
| James Wade (96.99)          | 9–5     | Kim Huybrechts (90.61)  |  | Vincent van der Voort (91.26) | 8–9     | Christian Kist (92.09)  |
| Michael van Gerwen (100.01) | 9–5     | Andy Hamilton (97.14)   |  | Aden Kirk (87.71)             | 9–5     | Peter Wright (88.58)    |
| Paul Nicholson (91.69)      | 5–9     | Terry Jenkins (98.00)   |  | Raymond van Barneveld (96.12) | 9–3     | Joe Murnan (87.05)      |
| Dave Chisnall (95.01)       | 4–9     | Mervyn King (101.49)    |  | Dean Winstanley (94.51)       | 9–6     | Stephen Bunting (96.79) |
| Alex Roy (93.74)            | 5–9     | Ian White (97.83)       |  | Nigel Heydon (93.75)          | 7–9     | Brendan Dolan (95.58)   |
| Kevin Painter (92.04)       | 9–4     | Andrew Gilding (86.63)  |  | Ronny Huybrechts (92.02)      | 8–9     | Adrian Lewis (100.31)   |
| Mensur Suljović (97.12)     | 9–7     | Robert Thornton (89.49) |  | Gary Anderson (93.04)         | 9–5     | David Pallett (91.73)   |
| Jamie Lewis (94.85)         | 9–5     | Simon Stevenson (90.04) |  | Mark Webster (91.51)          | 9–8     | Paul Hogan (85.95)      |

#### Laatste 16 (best of 17 legs)
| Speler                | Uitslag | Speler                        |  | Speler                      | Uitslag | Speler               |
| --------------------- | ------- | ----------------------------- |  | --------------------------- | ------- | -------------------- |
| Brendan Dolan (90.76) | 9–7     | Aden Kirk (87.30)             |  | Mensur Suljović (88.21)     | 9–5     | Jamie Lewis (88.49)  |
| Adrian Lewis (98.66)  | 9–2     | Raymond van Barneveld (90.79) |  | Michael van Gerwen (100.80) | 9–4     | Mark Webster (92.05) |
| Kevin Painter (86.67) | 9–5     | Dean Winstanley (82.61)       |  | Gary Anderson (97.40)       | 7–9     | Ian White (97.15)    |
| Mervyn King (92.37)   | 9–6     | Christian Kist (91.24)        |  | Terry Jenkins (94.87)       | 9–8     | James Wade (93.45)   |

### Zondag 9 maart

#### Kwartfinale
| Speler                     | Uitslag | Speler                  |  | Speler                | Uitslag | Speler                |
| -------------------------- | ------- | ----------------------- |  | --------------------- | ------- | --------------------- |
| Michael van Gerwen (99.38) | 10–8    | Ian White (92.87)       |  | Terry Jenkins (98.89) | 10–4    | Brendan Dolan (93.69) |
| Adrian Lewis (98.35)       | 10–3    | Mensur Suljović (98.09) |  | Kevin Painter (87.35) | 6–10    | Mervyn King (94.73)   |

#### Halve finale en finale
|  | halve finale               | halve finale |  |                       | finale                | finale |
|  |                            |              |  |                       |                       |        |
|  |                            |              |  |                       |                       |        |
|  | Terry Jenkins (96.65)      | 10           |  |                       |                       |        |
|  | Michael van Gerwen (95.58) | 8            |  |                       |                       |        |
|  |                            |              |  |                       | Terry Jenkins (93.15) | 1      |
|  |                            |              |  | Adrian Lewis (109.13) | 11                    |        |
|  | Mervyn King (94.58)        | 6            |  |                       |                       |        |
|  | Adrian Lewis (99.64)       | 10           |  |                       |                       |        |

2003 · 2004 · 2005 · 2006 · 2007 · 2008 · 2009 · 2010 · 2011 · 2012 · 2013 · 2014 · 2015 · 2016 · 2017 · 2018 · 2019 · 2020 · 2021 · 2022 · 2023 · 2024 · 2025